# Srpska Despotovina
Srpska Despotovina je bila vazalna srpska srednjovjekovna država koja je kao vazal Ugarske postojala od 1402. godine kada je Stefan Lazarević – nakon što je sudjelovao kao turski vazal u bitci kod Angore (Ankare) koju su Turci katastrofalno izgubili – stupio u vazalski odnos s kraljem Ugarske Žigmundom Luksemburškim.
Srpski despoti nastojali su nastaviti tradicije nemanjićke Srbije, ali su u težim međunarodnim uvjetima potrebe obrane zemlje od Turaka – uz teški prisilni rad na izgradnji utvrda i velike poreze – iscrpljivale stanovništvo.
Nakon Bitke na Kosovu Polju 15. lipnja 1389., srpski velikaši pristaju plaćati sultanu danak i obvezuju se kao vazali služiti u njegovoj vojsci. Među tim srpskim vazalima je i Stefan Lazarević, malodobni sin velikaša i efektivnog vladara većine Srbije Lazara Hrebljanovića, koji je u bitci bio poginuo. Nakon rasula koji je kod Turaka nastao nakon poraza od Mongola 1402. god. u bitci kod Ankare, Stefan Lazarević 1402. godine raskida vezu s Osmanlijama i – s bizantskom titulom despota, kakvu je u to vrijeme koristio i poluneovisni Mihael I. Komnen Duka u Epirskoj Despotovini – postaje vazal ugarsko-hrvatskom kralju Žigmundu Luksemburškom, čiju je vojsku ranije 1396. godine bio pomogao poraziti, kao turski vazal u Bitki kod Nikopolja.
Srbija će od Žigmunda kod uspostave vazalnog odnosa primiti po prvi put vlast nad Mačvom i Beogradom, a ubrzo će ostvariti i kontrolu nad primorskim područjima između Skadra i Kotora, potisnuvši odande Mletke. Kralj Žigmund 1411. god. će nakon rata s Bosnom uzeti Srebrenicu Bosni, te i nju dati svojem vazalu Srpskoj Despotovini: ondje su bili rudnici srebra koji su pomagali financiranju priprema za obranu od Turaka. 
Nakon rata s Turcima 1428. godine mora sada opet umanjena Srbija vratiti Beograd Ugarskoj, a sama plaća danak Osmanlijama; veliki napori da se odupre moćnom muslimanskom susjedu kojem se moralo plaćati veliki danak (te da Turci ne bi puštali svoje čete da posve nesmiljeno pljačkaju i porobljavaju po Srbiji) – tako i gradnja Smedereva na samoj sjevernoj granici Srbije uz Dunav pomoću prisilnog rada – osigurali su opstanak Srpske Despotovine (kao ugarskog vazala) tek na neko vrijeme. Nakon što su 1439. godine Turci uzeli Srbima Srebrenicu, Smederevo je (na samoj granici Srbije s Mađarskom, dakle) uz mađarsku pomoć obranjeno od turskih opsada 1440., 1453. i 1456. godine; svaki puta nakon teških ratova u kojima je Srbija pljačkana, paljena i porobljavana. 
Posve oslabljena Despotovina predala se Turcima 1459. godine – 70 godina nakon Bitke na Kosovu polju. 